# Nicolás Moliterno
Nicolás Moliterno Gastellú (4 ottobre 1971) è un allenatore di calcio a 5 ed ex giocatore di calcio a 5 uruguaiano.

## Carriera
Con la nazionale maschile di calcio a 5 dell'Uruguay, Moliterno ha disputato il FIFA Futsal World Championship 2000 in cui la selezione sudamericana, qualificata come terza della zona CONMEBOL, è stata eliminata nel girone del primo turno comprendente Paesi Bassi, Egitto e Thailandia.